# Epiplema fulvitincta
Epiplema fulvitincta är en fjärilsart som beskrevs av Paul Dognin 1911. Epiplema fulvitincta ingår i släktet Epiplema och familjen Uraniidae. Inga underarter finns listade i Catalogue of Life.